# Nederlands landskampioenschap voetbal 1900/1901
Třináctý ročník Nederlands landskampioenschap voetbal 1900/1901 (česky: Nizozemské fotbalové mistrovství) se hrálo ve dvou skupinách (Východní a Západní). Vítězové skupin se utkali ve finále. Východní skupinu vyhrál Go Ahead - Victoria Combination a západní Haagsche VV. Finále skončilo 0:1 a 2:1 a 1:2 pro Haagsche VV, který získal již čtvrtý titul.